# Tâm lý học thần kinh
Tâm lý học thần kinh hay tâm lý thần kinh học là nghiên cứu và mô tả đặc điểm của các sửa đổi hành vi sau một chấn thương hoặc hội chứng thần kinh. Đây là cả một lĩnh vực tâm lý học thực nghiệm và lâm sàng nhằm mục đích hiểu hành vi và nhận thức bị hoạt động của não ảnh hưởng như thế nào và liên quan đến chẩn đoán và điều trị các tác động hành vi và nhận thức của rối loạn thần kinh. Trong khi thần kinh học cổ điển tập trung vào bệnh lý của hệ thần kinh và tâm lý học cổ điển phần lớn đã tách ra khỏi nó, khoa tâm lý thần kinh tìm cách khám phá cách não bộ tương quan với tâm trí thông qua nghiên cứu bệnh nhân thần kinh. Do đó, nó chia sẻ các khái niệm và mối quan tâm với tâm thần thần kinh và với thần kinh học hành vi nói chung. Thuật ngữ tâm lý thần kinh đã được áp dụng cho các nghiên cứu tổn thương ở người và động vật. Nó cũng đã được áp dụng trong nỗ lực ghi lại hoạt động điện từ các tế bào riêng lẻ (hoặc nhóm tế bào) ở các loài linh trưởng cao hơn (bao gồm cả một số nghiên cứu về bệnh nhân ở người).
Trong thực tế, bác sĩ tâm lý thần kinh có xu hướng làm việc trong các cơ sở nghiên cứu (trường đại học, phòng thí nghiệm hoặc cơ sở nghiên cứu), cơ sở lâm sàng (bệnh viện y tế hoặc cơ sở phục hồi chức năng, thường tham gia vào việc đánh giá hoặc điều trị bệnh nhân có vấn đề về tâm thần kinh), hoặc cơ sở pháp y (thường là lâm sàng- tư vấn thử nghiệm trong đó chức năng CNS là một mối quan tâm).

## Lịch sử
Tâm lý thần kinh học là một môn tương đối mới trong lĩnh vực tâm lý học. Cuốn sách giáo khoa đầu tiên xác định lĩnh vực, Nguyên tắc cơ bản về thần kinh học của con người, ban đầu được Kolb và Whishaw xuất bản năm 1980. Tuy nhiên, lịch sử phát triển của nó có thể được truy nguyên từ triều đại thứ ba ở Ai Cập cổ đại, thậm chí có thể sớm hơn. Có nhiều tranh luận về việc khi nào xã hội bắt đầu xem xét chức năng của các cơ quan khác nhau. Trong nhiều thế kỷ, bộ não được cho là vô dụng và thường bị loại bỏ trong quá trình chôn cất và khám nghiệm tử thi. Khi lĩnh vực y học phát triển sự hiểu biết về giải phẫu và sinh lý của con người, các lý thuyết khác nhau đã được phát triển về lý do tại sao cơ thể hoạt động theo cách nó đã làm. Nhiều lần, các chức năng cơ thể đã được tiếp cận từ quan điểm tôn giáo và sự bất thường của tâm lý thần kinh được đổ lỗi cho các linh hồn xấu xa và các vị thần. Bộ não không phải lúc nào cũng được coi là trung tâm của cơ thể hoạt động. Phải mất hàng trăm năm để sự hiểu biết của chúng ta về bộ não và cách nó ảnh hưởng đến hành vi của chúng ta có thể phát triển thêm.